# Pavel Calda
Pavel Calda (* 7. ledna 1957 Praha) je český lékař, porodník, gynekolog a genetik, profesor 1. lékařské fakulty UK.

## Život
Promoval v roce 1983 na Fakultě všeobecného lékařství v Praze, habilitoval se v roce 1998 a v roce 2012 byl jmenován profesorem na 1. lékařské fakultě Univerzity Karlovy v Praze. Má atestaci z porodnictví a gynekologiie, genetiky a fetomaternální medicíny. Již od studií se zajímal zejména o porodnictví a perinatologii a položil u nás základy fetální medicíny. Vedle porodnictví, kterému se aktivně věnuje je světově uznávaným expertem ve fetomaternální medicíně (prenatální diagnostika a léčba plodu).
Od počátku své pracovní kariéry je zaměstnaný na Gynekologicko-porodnické klinice u Apolináře a pracuje jako vedoucí Centra fetální medicíny a oddělení ultrazvukové diagnostiky. Absolvoval řadu pobytů na univerzitách a klinikách v Německu, v USA a ve Velké Británii, je členem řady vědeckých společností a šéfredaktorem odborného časopisu Aktuální gynekologie a porodnictví eISSN 1803-9588 a od roku 1998 do roku 2014 byl šéfredaktorem časopisu Moderní Gynekologie, vyd. LEVRET.
Byl presidentem několika světových kongresů, International Society of Ultrasound in Obstetrics and gynecology (2010) www.isuog.org , Obstetrics Forum (2015) a European gynecologic society (2015). V roce 2025 se významně podílel na organizaci Světového kongresu fetální medicíny v Praze (přes 3000 účastníků z více než 100 zemí světa). 
V letech 2007–2011 byl členem výboru Mezinárodní společnosti pro ultrazvuk v porodnictví a gynekologii ISUOG. V roce 2014 obdržel jako nejvyšší ocenění společnosti za dlouholetý přínos pro obor, Fellow of ISUOG. Od roku 2010 je členem mezinárodního výboru poradců American Journal of Obstetric and Gynecology. Je zakládajícím členem International Society for Abnormally Invasive Placenta a členem jejího výboru. Je předsedou a zakladatelem České společnosti pro ultrazvuk v porodnictví a gynekologii (ČSUPG ČLS JEP). Je předsedou Komise pro státní závěrečné zkoušky z gynekologie a porodnictví a členem znalecké komise Ministerstva zdravotnictví a odborným zpravodajem ústřední znalecké komise. Působil v komisi pro vzdělávání EAPM (European association of perinatal medicine) a byl členem komise pro tvorbu standardů ISUOG Mezinárodní společnosti pro ultrazvuk v gynekologii a porodnictví.
Obdržel několik cen, např. v oblasti využití ultrazvuku v gynekologii a porodnictví (Sonkova cena), v imunologii (Liškova cena) a gynekologii a porodnictví (Pawlikova cena). V roce 2010 obdržel cenu ISUOG Service Award za přínos v rozvoji společnosti. V roce 2017 obdržel ocenění 1.lékařské Fakulty UK v Praze za dlouholetý přínos.
Vydal základní učebnici Ultrazvuková diagnostika v těhotenství a gynekologii, která vyšla zatím ve 2 vydáních. Je autorem více než 139 vědeckých článků indexovaných v databázi 
Scopus. Jeho H-index činí 24 
(Scopus) a jeho práce jsou citovány ve více než 2500 odborných článcích. 
V roce 2024 vyšla v nakladatelství Vyšehrad kniha rozhovorů určená pro širokou laickou veřejnost "Porod je mimořádná událost" autorů Pavel Calda, Libuše Koubská. (https://www.ivysehrad.cz/tituly/87183415/porod-je-mimoradna-udalost/ ). Rozhovor, který vedla známá publicistka Libuše Koubská, se věnuje mimo jiné prevenci těhotenských komplikací, možnostem léčby plodu v děloze, nebezpečnému posouvání mateřství do vyššího věku, příčinám poklesu zájmu partnerů mít děti, problematice asistované reprodukce a náhradního mateřství či perspektivě umělé dělohy, která umožní, aby embryo a potom plod vyrostl úplně mimo tělo matky.

### Aktuálně (aktualizace 7/2025)
- člen mezinárodního výboru poradců American Journal of Obstetrics and Gynecology 2007–dosud
- editor portálu www.gynstart.cz
- šéfredaktor časopisu Actual Gynecology and Obstetrics
- Clinical Sciences Executive Editor – Medical Science Monitor
- člen výboru International Society for Abnormaly Invasive Placenta
- předseda Komise pro státní závěrečné zkoušky z gynekologie a porodnictví
- člen znalecké komise Ministerstva zdravotnictví a odborný zpravodaj ústřední znalecké komise
- předseda České společnosti pro ultrazvuk v porodnictví a gynekologii (CSUPG CLS JEP)
- člen Společnosti lékařské genetiky ČLS JEP

### V minulosti
- bývalý člen výboru Mezinárodní společnosti pro ultrazvuk v gynekologii a porodnictví pro léta 2007–2011 (Member of the board, International Society of Ultrasound in Obstetrics and Gynecology – ISUOG)
- bývalý člen komise pro tvorbu standardů ISUOG Mezinárodní společnosti pro ultrazvuk v gynekologii a porodnictví
- bývalý šéfredaktor časopisu Moderní Gynecologie
- bývalý člen výboru Perinatologické sekce České gynekologicko-porodnické společnosti ČLS JEP
- bývalý člen redakční rady časopisu Donald School Journal of Ultrasound in Obstetrics and Gynecology
- bývalý člen komise pro vzdělávání EAPM European association of perinatal medicine for the years 2011–2012
- bývalý předseda Sekce fetální medicíny Čs. gyn. por. společnosti ČLS JEP
- bývalý člen dozorčí rady ultrazvukové sekce světového portálu ObGyn.net
- bývalý člene revizní komise České lékařské společnosti JEP 2015–2023
- bývalý člen výboru (bývalý předseda) Ultrazvukové sekce čs. gyn. por. společnosti ČLS JEP
- bývalý člen České gynekologické společnosti CLS JEP a bývalý člen výboru.